# شون ماكديرموت
شون ماكديرموت (بالإنجليزية: Sean McDermott)‏ هو لاعب كرة قدم أمريكية أمريكي، ولد في 21 مارس 1974 في أوماها في الولايات المتحدة.